# Rickard Falkvinge
Rickard „Rick“ Falkvinge (narozen jako Dick Augustsson, 21. ledna 1972, Göteborg, Švédsko) je švédský podnikatel v oblasti informačních technologií známý jako zakladatel a první předseda švédské Pirátské strany. V současnosti je považován za hlavního šiřitele myšlenek světového pirátského hnutí. Bydlí severně od Stockholmu v Sollentuně .

## Biografie
Rick Falkvinge vyrůstal v Göteborgu. Svou první IT firmu s názvem Infoteknik (doslova „Infotechnologie“) založil ve svých 16 letech v roce 1988. V roce 1993 nastoupil na Chalmersovu technickou univerzitu na magisterské studium v technické fyzice, které v roce 1995 bez titulu ukončil.
Mezi lety 1994 a 1998 podnikal v oboru vývoje software a měl pod sebou pět zaměstnanců. Poté se přestěhoval do Sollentuny a začal pracovat ve společnosti Sendit, kterou brzy poté koupil Microsoft. V roce 2002 Microsoft toto oddělení zavřel a Falkvinge do roku 2006 pracoval v různých zaměstnáních.
V roce 2004 změnil své křestní jméno Rick, protože už ho nebavilo poslouchat neustálé narážky na jméno Dick. Své příjmení změnil z Augustsson na současné Falkvinge (doslova „sokolí křídlo“), protože chtěl jedinečné příjmení popisující jeho povahu. Od mládí byl fascinován ptáky a velcí dravci podle něj symbolizují hrdost, svobodu a vizi.

### Pirátská strana
Na podzim roku 2005 začal přemýšlet o tom, že vytvoří politickou stranu zaměřenou na otázky ohledně sdílení souborů, autorských práv a patentů. Tehdejší dominantní organizace ohledně copyrightu ve Švédsku byl Piratbyrån („Pirátský úřad“), který nebyl spojován s žádnou politickou stranou. Falkvinge 1. ledna 2006 spustil stránku piratpartiet.se (doslova Pirátská strana) a začal sbírat podpisy na petici za založení nové švédské politické strany. Podle údajů strany zaznamenala stránka během prvních dvou dnů od spuštění tři miliony návštěv a 2. ledna na iniciativu upozornila dvě švédská periodika. Falkvinge si půjčil peníze od banky, podal výpověď ve své tehdejší práci a začal se věnovat budování Pirátské strany naplno.
Švédská Pirátská strana je první pirátskou stranou ze současného mezinárodního hnutí čítajícího více než 60 pirátských stran.

### Finanční potíže
29. prosince 2008 na svém blogu napsal, že již nezvládá platit nájem, protože půjčka od banky, kterou si půjčil kvůli práci pro Pirátskou stranu, již vyprchala. V té době neměla Pirátská strana dostatek peněz na to, aby si najala zaměstnance, a proto Falkvinge požádal členy strany o pomoc.
Za 18 měsíců, během nichž žil z darů svých podporovatelů, byl najat Evropským parlamentem.

### Kontroverze

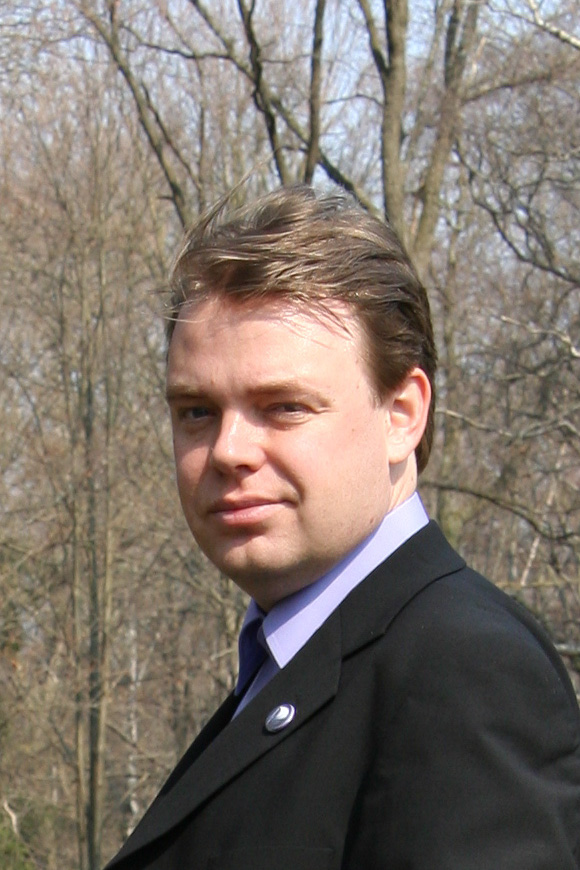
Rick Falkvinge v roce 2006

Během volební kampaně v roce 2009 oznámil Falkvinge soukromě na Facebooku, že při svém turné po Švédsku hledá ženy, které se s ním vyspí. Touto zprávou se zabývaly články v bulváru a na různých blozích.
V roce 2010 při volební kampani Falkvinge prohlásil, že svoboda projevu a svoboda tisku by měly mít přednost před současným zákazem držení dětské pornografie a že Pirátská strana chce zrušit současné zákony týkající se tohoto tématu. Švédská asociace novinářů tento postoj ihned otevřeně podpořila, přesto vyvolal kontroverzi a Falkvinge od něho ustoupil. V září 2012 na svém blogu napsal další článek týkající se dětské pornografie, kde představil tři důvody pro legalizaci jejího držení.

### Odstoupení z pozice předsedy strany
1. ledna 2011, pět let po založení strany, během živého vystoupení oznámil, že odstupuje z pozice předsedy strany a že jeho místo převezme místopředsedkyně Anna Trobergová.

### Současná kariéra
V současnosti se věnuje šíření pirátského hnutí a pirátských myšlenek, které prezentuje na různých přednáškách.
V květnu 2011 začal zkoumat měnu Bitcoin a její vliv na ekonomiku a švédská státní televizní stanice SVT ho označila za odborníka na toto téma.

## Ocenění
Americký magazín Foreign Policy ho zařadil na seznam 100 největších světových myslitelů.
V roce 2010 mu byla udělena švédská cena Guldmusen v kategorii osobnost roku v oboru IT za úspěch v zařazení internetu a jeho následků mezi relevantní politická témata.
Magazín Fokus ho zařadil na seznam 100 nejvlivnějších lidí ve Švédsku.